# Pentyl
Pentyl je název pětiuhlíkaté alkylové funkční skupiny se vzorcem -C5H11, odvozené od alkanu pentanu.
Ve starší literatuře se pro tuto skupinu často používal nesystematický název amyl a jako pentyl se označovaly rozvětvené pětiuhlíkaté alkyly, odlišované různými předponami. V současném názvosloví je pojmenovávání opačné, jako „amyl“ se označuje koncově rozvětvená skupina, také nazývaná izopentyl, vyskytující se například v molekule amobarbitalu.
Obdobnou cyklickou skupinou je cyklopentyl, se souhrnným vzorcem C5H9.
Jako pentyl se označuje i radikál (C5H11• nebo •C5H11), který je izolovanou podobou pentylové skupiny; pozorovat jej lze pouze za extrémních podmínek.

## Ostatní „pentylové“ skupiny
Tyto názvy se dosud občas používají:
| Název                   | Strukturní vzorec    | Doporučený název   | Další názvy        | Příklady |
| ----------------------- | -------------------- | ------------------ | ------------------ | -------- |
| n-pentyl, amyl          | CH3−CH2−CH2−CH2−CH2− | pentyl             |                    | [ 2 ]    |
| terc-pentyl             | CH3−CH2−C(CH3)2−     | 2-methylbutan-2-yl | 1,1-dimethylpropyl | [ 3 ]    |
| neopentyl               | (CH3)3C−CH2−         | 2,2-dimethylpropyl |                    | [ 4 ]    |
| isopentyl, amyl,isoamyl | (CH3)2CH−CH2−CH2−    | 3-methylbutyl      |                    | [ 5 ]    |
| sek-pentyl              | CH3−CH2−CH2−CH(CH3)− | pentan-2-yl        |                    | [ 6 ]    |
| 3-pentyl                | (CH3CH2)2CH−         | pentan-3-yl        | 1-ethylpropyl      | [ 7 ]    |
| sek-izopentyl           | (CH3)2CH−CH(CH3)−    | 3-methylbutan-2-yl | 1,2-dimethylpropyl |          |
| aktivní pentyl          | CH3−CH2−CH(CH3)−CH2− | 2-methylbutyl      |                    |          |

## Pentylový radikál
Pentylový radikál byl poprvé prozkoumán v roce 1983, příprava spočívala v ozáření bishexanoylperoxidu zachyceného v pevném argonu ultrafialovým zářením, které uvedenou molekulu rozložilo na dvě molekuly oxidu uhličitého (CO2) a dva pentylové radikály.

## Příklady sloučenin
- Pentanol
- Pentylpentanát
- Amylamin
- Amylacetát
- Amylmetakrezol
- Isoamylacetát
- Isopentylalkohol